# Фюрстенфельдбрук
Фюрстенфельдбрук (нім. Fürstenfeldbruck) — місто в Німеччині, розташоване в землі Баварія. Підпорядковується адміністративному округу Верхня Баварія. Адміністративний центр району Фюрстенфельдбрук.
Площа — 32,53 км2. Населення становить 36 843 ос. (станом на 31 грудня 2020).

## Спорт
у місті базується однойменний футбольний клуб.

## Галерея

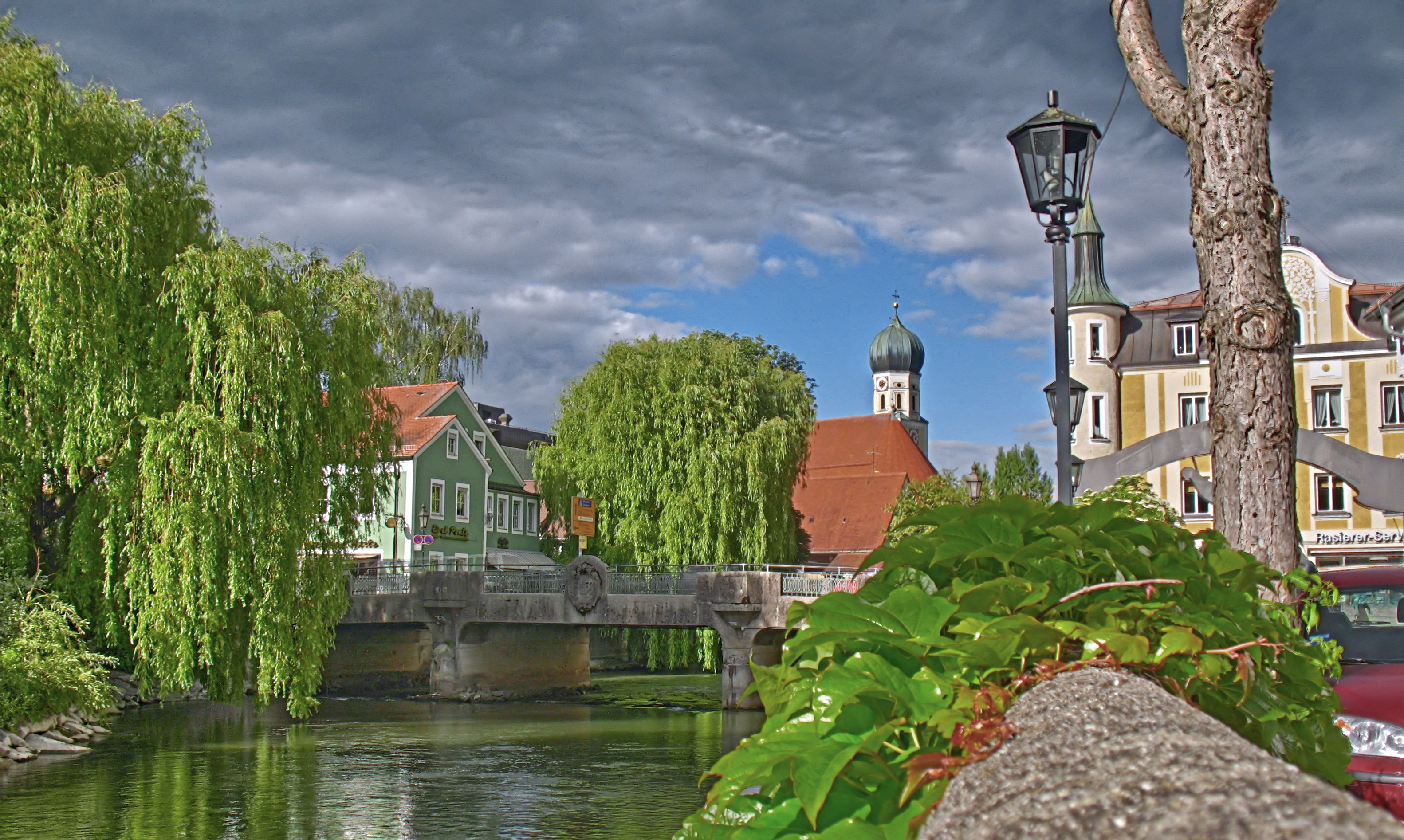
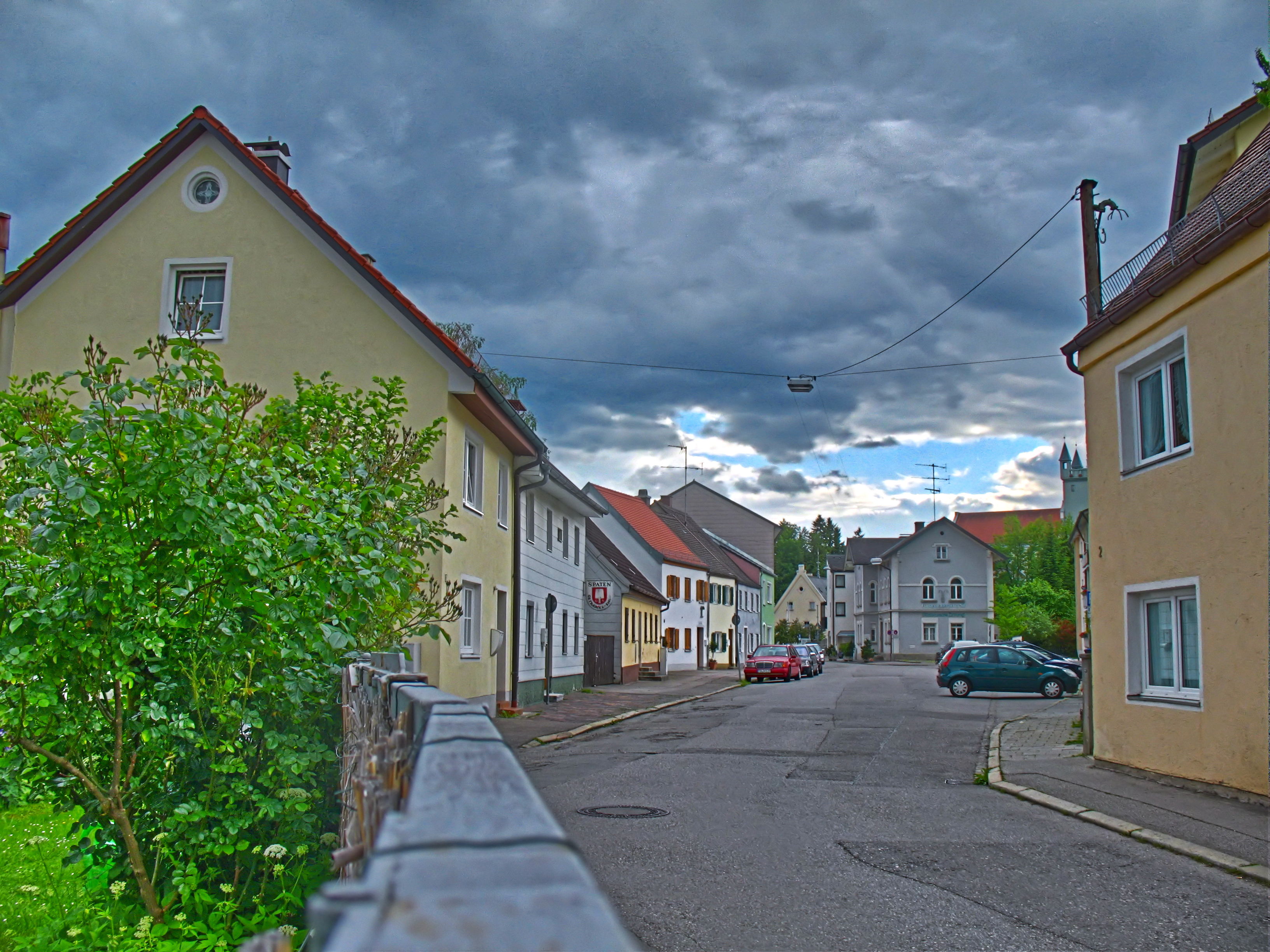
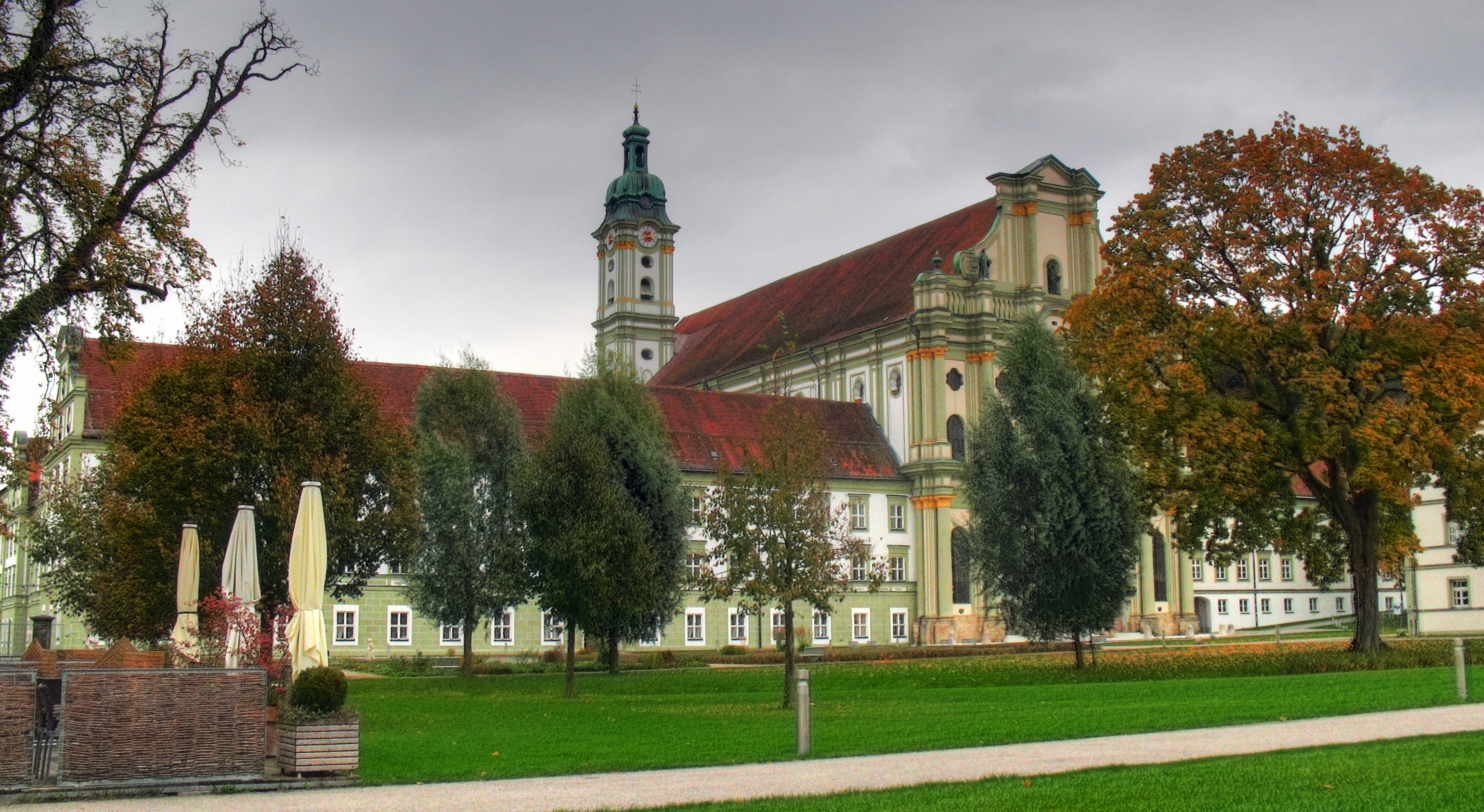
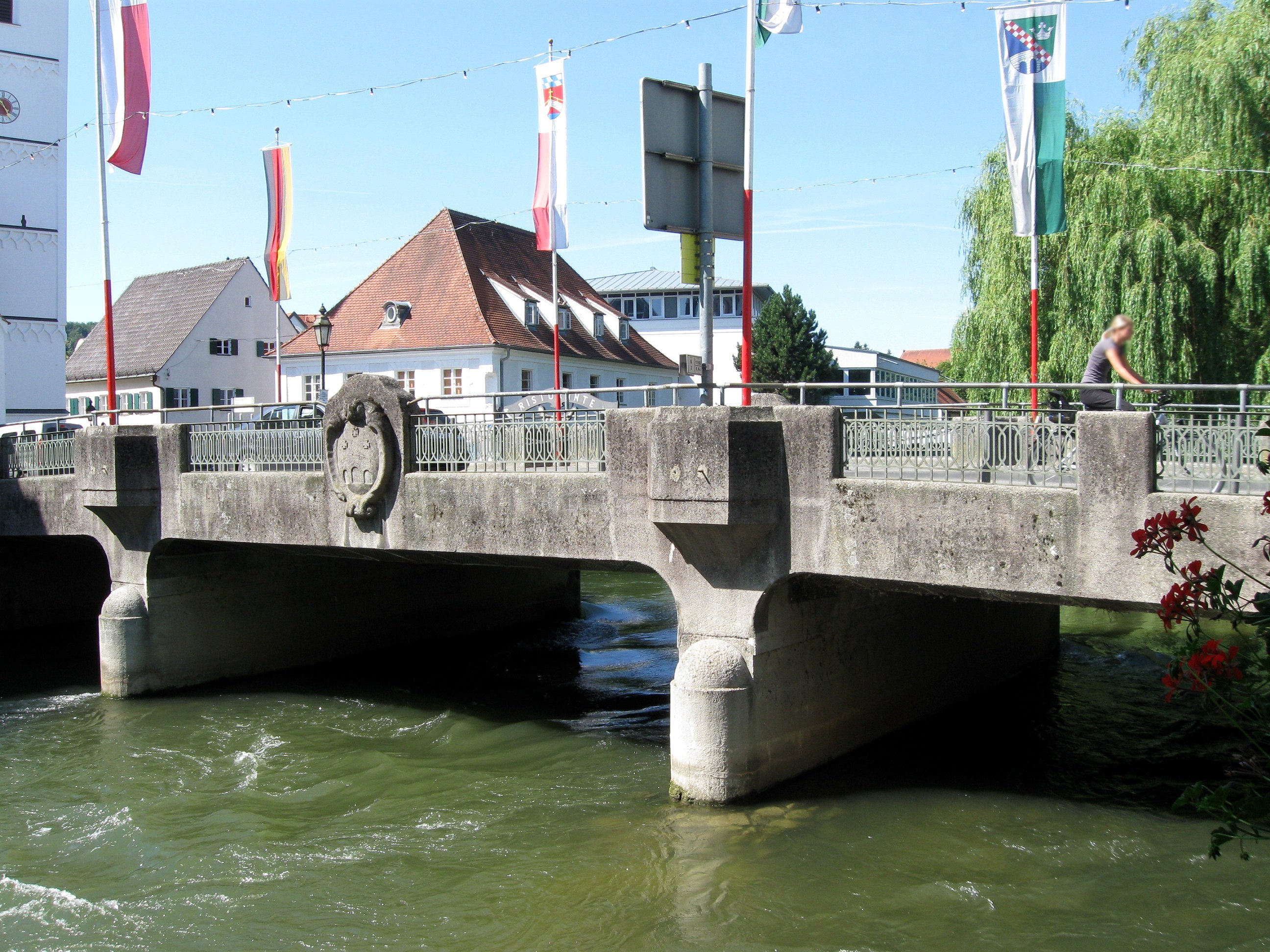
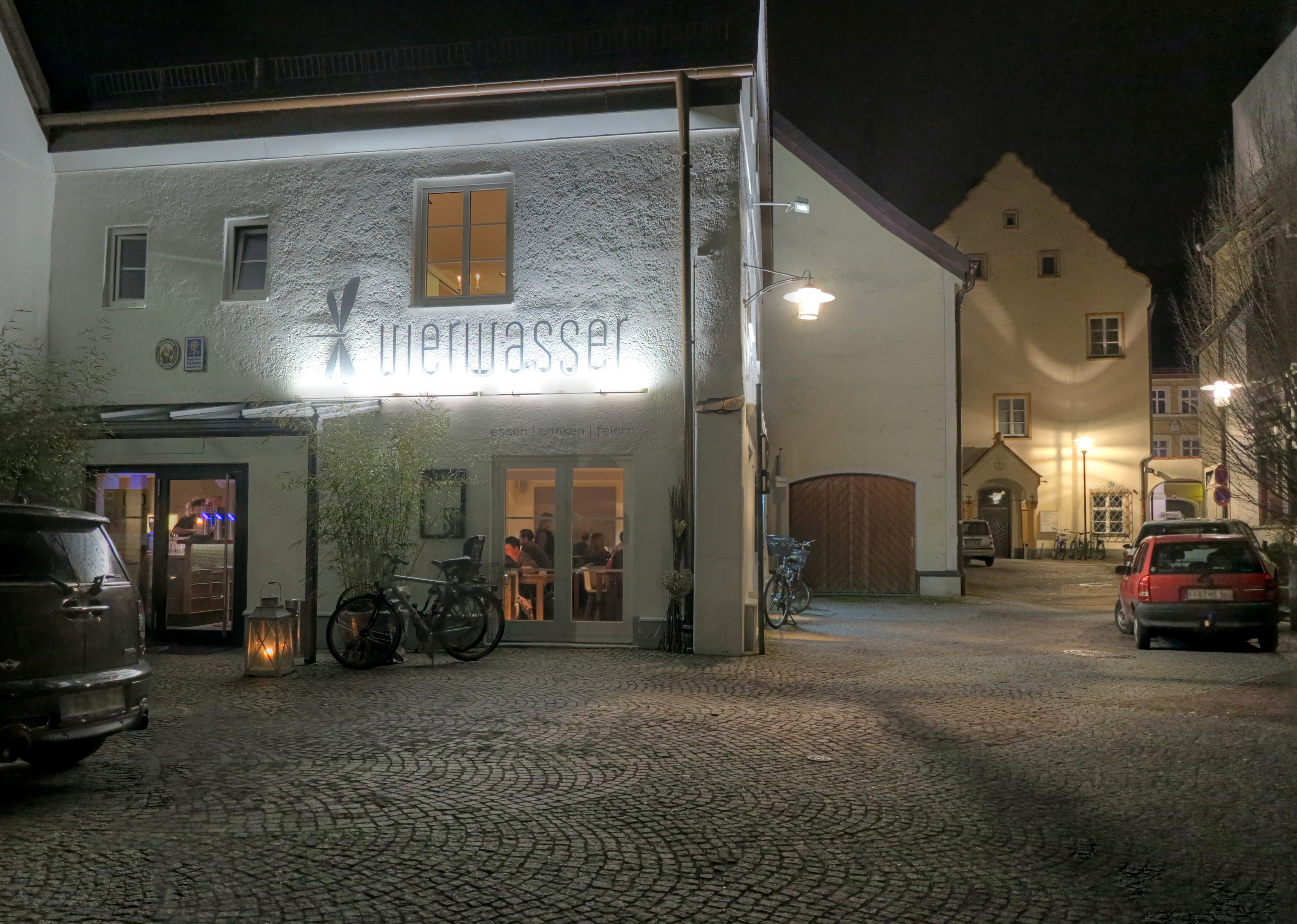
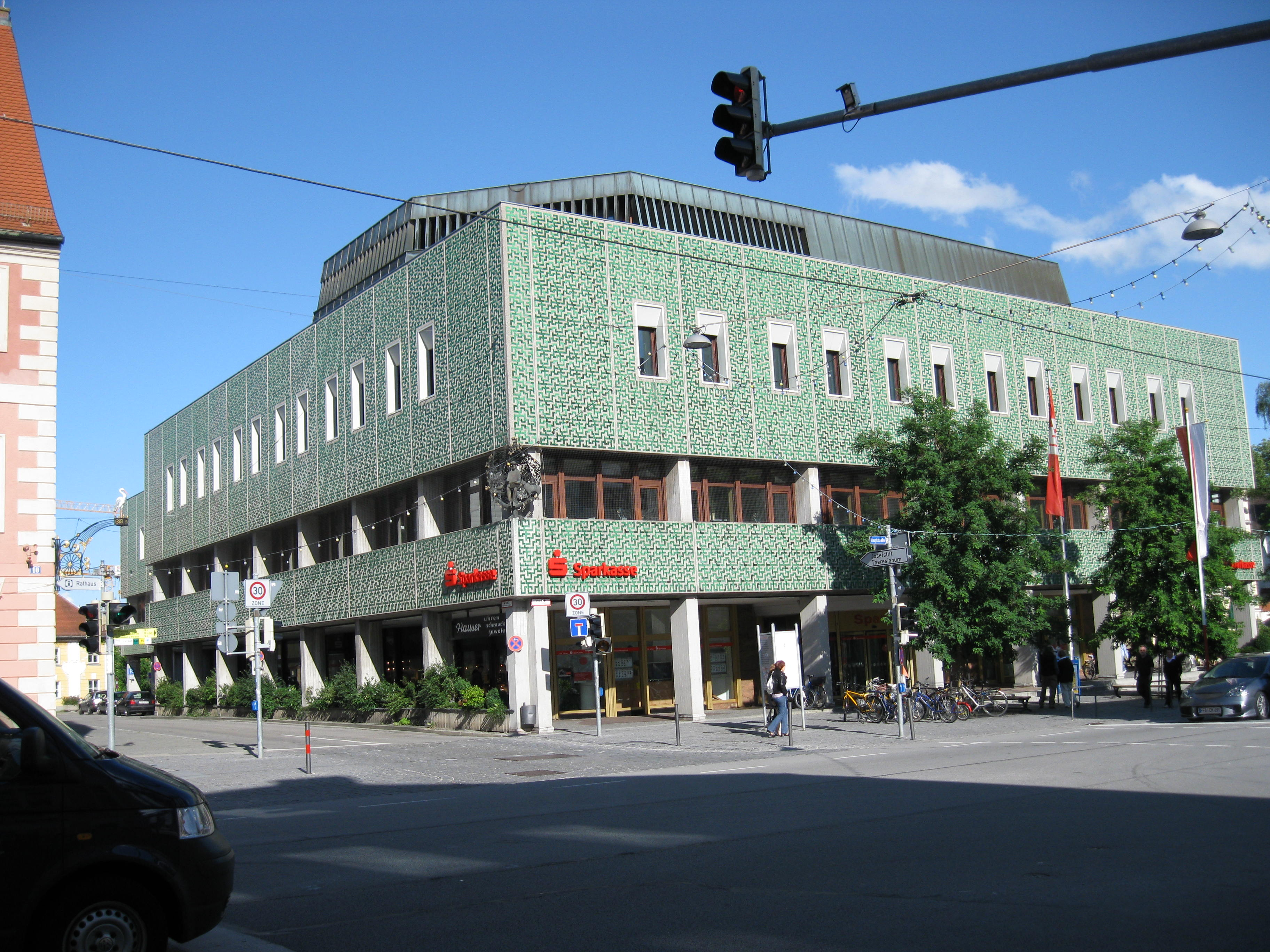